# Octopus minor
Il polpo minore (Octopus minor (Sasaki, 1920)), altrimenti noto come polpo a braccio lungo o polpo comune coreano, è una specie di polpo dal corpo piccolo distribuita lungo le acque costiere bentoniche che circondano la Cina orientale, il Giappone e la penisola coreana. Vive a profondità comprese tra 0 e 200 metri.